# Кларк, Хелен
Хелен Элизабет Кларк (англ. Helen Elizabeth Clark; род. 26 февраля 1950, Гамильтон, Новая Зеландия) — лидер Лейбористской партии Новой Зеландии, Премьер-министр Новой Зеландии с 5 декабря 1999 по 18 декабря 2008 года.

## Биография
Родилась в семье фермера и учительницы. Изучала политологию в университете Окленда; в 1973—1981 преподавала там же. Член Лейбористской партии с 1973. В 1981 году впервые избрана в парламент. В 1987—1989 работала в лейбористских правительствах Дэвида Лонги, Джеффри Палмера и Майка Мура — сначала министром строительства, затем — министром здравоохранения и вице-премьером. После поражения в 1989 на очередных парламентских выборах от Национальной партии Лейбористская партия ушла в оппозицию. С 1993 до 2008 Хелен Кларк — лидер Лейбористской партии.
В 1999 году Лейбористская партия сформировала коалицию с партией Альянса, и Хелен Кларк возглавила правительство. Она занимает также пост министра культуры. Выступает за сохранение безъядерного статуса Новой Зеландии, совершенствование системы социального обеспечения.
В 2002 году коалиция распалась, и состоялись новые выборы. После них лейбористы вошли в коалицию с Прогрессивной партией и сформировали правительство при поддержке партии Будущего и «зелёных». В 2003 году Кларк осудила вторжение американских войск в Ирак. В том же году она заявила, что превращение Новой Зеландии в республику «неизбежно» (в настоящее время официально главой страны считается король Великобритании, представленный генерал-губернатором).
17 сентября 2005 года состоялись очередные выборы в парламент. На этот раз лейбористы получили 50 мест, против 48 у Национальной партии, в 121-местном парламенте.
На 2016 год она является руководителем программы развития ООН и кандидатом на пост Генерального Секретаря ООН.

## Награды
- Орден Новой Зеландии
- Орден Франциска Скорины (18 апреля 2016, Белоруссия) — за значительный личный вклад в развитие сотрудничества между Республикой Беларусь и Организацией Объединённых Наций по проведению комплексной реабилитации и обеспечению устойчивого развития районов, пострадавших в результате катастрофы на Чернобыльской АЭС[7]
- Юбилейная медаль «25 лет Нейтралитета Туркменистана» (2020, Туркменистан)
- Орден Дружбы (Таджикистан)